# Каприловая кислота
Капри́ловая кислота́  (от лат. capra  «коза», по ИЮПАК окта́новая кислота́)  — одноосновная предельная (насыщенная) карбоновая кислота линейного строения со структурной формулой С7Н15COOH. Представляет собой бесцветную маслянистую жидкость с неприятным запахом. В виде глицеридов содержится в растительных маслах: кокосовое масло (6–10 %), масло пальмы бабассу (2–8 %), масло пальмы тукума (Astrocaryum vulgare) (1,3 %), масло пальмы мурумуру (Astrocaryum murumuru) (1,1 %), пальмовое масло (менее 0,1 %) . Также содержится в коровьем молоке, найдена в лимбургском сыре, в сивушном масле (в виде изоамилового эфира) и свекловичной патоке. Образуется при сухой перегонке олеиновой кислоты, а также при окислении н-октанола.
Соли и анионы каприловой кислоты называются каприла́тами или октаноа́тами.